# Bernard d'Arros
Pour les articles homonymes, voir Arros (homonymie).
Bernard d'Arros est un seigneur béarnais qui combattit dans les troupes protestantes de Jeanne d'Albret, reine de Navarre, pendant les guerres de Religion.

## Famille
La famille d'Arros, originaire du petit village d'Arros-de-Nay, à 3 km de Nay (Pyrénées-Atlantiques), détenait l'une des douze grandes baronnies du Béarn. Du Moyen-Âge au XVIIIe siècle, la famille a fourni à chaque génération des serviteurs au royaume de France.

## Biographie
Baron protestant du Béarn, Bernard d'Arros fut lieutenant-général du royaume de Navarre et souveraineté de Béarn. Jeanne d'Albret le chargea de s'opposer aux projets militaires du roi de France Henri II, puis de son fils Charles IX, contre ses États. 
En 1569, Bernard d'Arros résista aux armées locales du roi Charles IX en conduisant la défense de la place forte de Navarrenx. Lors du siège l'un de ses deux fils mourut au combat. Bernard d'Arros donna ainsi le temps au chef de guerre protestant Gabriel de Montgomery de venir le secourir. Les forces royales levèrent le siège à l'arrivée des troupes de Montgomery et partirent vers Orthez, où Montgomery vint les assiéger à leur tour.
Bernard d'Arros mourut vers 1579.